# Förblandad flamma

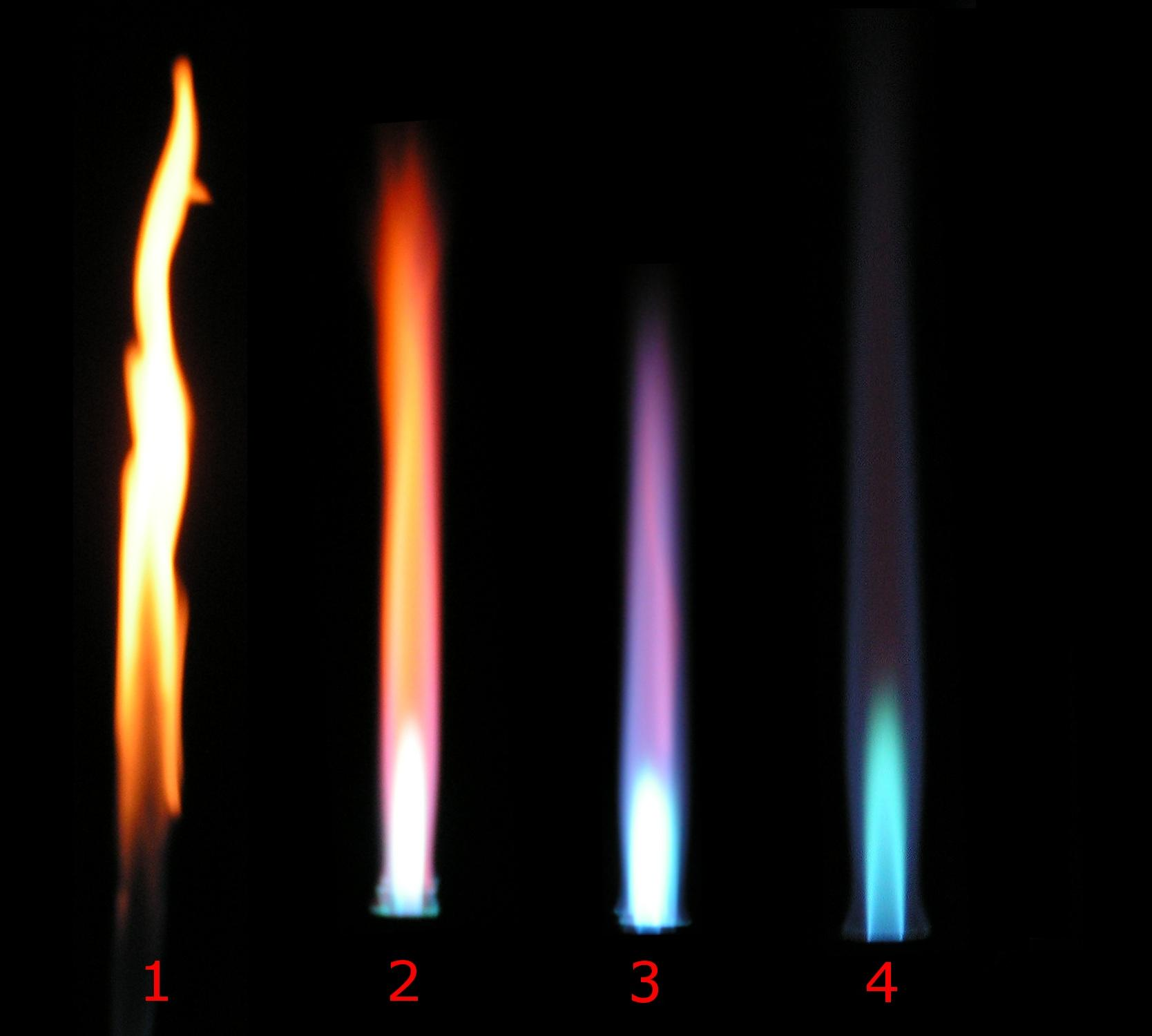
Bunsenbrännare; flammorna 2, 3 och 4 är förblandade med allt mer luft.

Förblandad flamma är en flamma där bränslet och syret är blandade från start och förbränningen startas genom att energi tillförs. Eftersom bränslet och oxidationsmedlet – de viktigaste kemiska reaktanterna vid förbränning – är tillgängliga genom en homogen förblandad laddning, upprätthåller förbränningsprocessen när den väl har initierats sig själv genom sin egen värmeavgivning. Huvuddelen av den kemiska omvandlingen i en sådan förbränningsprocess sker primärt i en tunn gränsyta som separerar de oförbrända och de brända gaserna. Den förblandade flamgränsytan fortplantar sig genom blandningen tills hela laddningen är uttömd.
Utbredningshastigheten för en förblandad låga är känd som flamhastigheten (eller brinnhastigheten), vilken beror på konvektions-diffusions-reaktionsbalansen inom lågan – det vill säga på dess inre kemiska struktur. Den förblandade lågan kännetecknas som laminär eller turbulent beroende på hastighetsfördelningen i den oförbrända förblandningen (som tillhandahåller fortplantningsmediet för lågan).
Ett exempel på en förblandad flamma är förbränningen i en vanlig bensinmotor, där energitillförseln sker genom ett tändstift som ger ifrån sig en gnista som antänder blandningen. Förblandade flammor kan studeras inom stökiometrin, läran om mängdförhållanden vid kemiska reaktioner.

## Förblandad flamspridning

### Laminär
Under kontrollerade förhållanden (typiskt i ett laboratorium) kan en laminär låga bildas i en av flera möjliga flamkonfigurationer. Den inre strukturen hos en laminär förblandad låga är sammansatt av skikt över vilka sönderdelning, reaktion och fullständig oxidering av bränsle sker. Dessa kemiska processer är mycket snabbare än de fysikaliska processerna såsom virvelrörelse i flödet, och följaktligen förblir den inre strukturen hos en laminär låga intakt under de flesta förhållanden. De konstituerande skikten av den inre strukturen motsvarar specificerade intervall över vilka temperaturen ökar från den specificerade oförbrända blandningen ända upp till den adiabatiska flamtemperaturen (AFT). I närvaro av volymetrisk värmeöverföring och/eller aerodynamisk sträckning, eller under utveckling av inre flammeinstabiliteter, kan reaktionens omfattning och temperaturen som uppnås över flamman skilja sig från AFT.

#### Laminär brinnhastighet
För en ettstegs irreversibel kemi, det vill säga {\displaystyle \nu _{F}{\rm {{F}+\nu _{O}{\rm {{O}_{2}\rightarrow {\rm {Products}}}}}}}, har den plana, adiabatiska lågan ett explicit uttryck för brinnhastigheten härledd från aktiveringsenergiasymptotik när Zel'dovich-talet {\displaystyle \beta \gg 1.} Reaktionshastigheten {\displaystyle \omega } (antal mol bränsle som förbrukas per volymenhet per tidsenhet) antas vara Arrhenius ekvation,
{\displaystyle \omega =B\left({\frac {\rho Y_{F}}{W_{F}}}\right)^{m}\left({\frac {\rho Y_{O_{2}}}{W_{O_{2}}}}\right)^{n}e^{-E_{a}/RT},}
där {\displaystyle B} är den preexponentiella faktorn, {\displaystyle \rho }  är densiteten, {\displaystyle Y_{F}} är bränslemassfraktionen, {\displaystyle Y_{O_{2}}} är massfraktionen för oxidationsmedel, {\displaystyle E_{a}} är aktiveringsenergin, {\displaystyle R} är den allmänna gaskonstanten, {\displaystyle T} är temperaturen, {\displaystyle W_{F}\ \&\ W_{O_{2}}} är molekylvikterna för bränsle respektive oxidationsmedel och {\displaystyle m\ \&\ n} är reaktionsordningarna. Låt de oförbrända förhållandena långt före lågan betecknas med underskrift {\displaystyle u}och på liknande sätt betingelserna för den brända gasen genom {\displaystyle b}, då kan vi definiera ett ekvivalensförhållande {\displaystyle \phi } för den oförbrända blandningen som
{\displaystyle \phi ={\frac {\nu _{O_{2}}W_{O_{2}}}{\nu _{F}W_{F}}}{\frac {Y_{F,u}}{Y_{O_{2},u}}}}.
Då ges den plana laminära förbränningshastigheten för bränslerik blandning ({\displaystyle \phi >1}) av
{\displaystyle S_{L}=\left\{{\frac {2B\lambda _{b}\rho _{b}^{m+n}\nu _{F}^{m}Y_{O_{2},u}^{m+n-1}G(n,m,a)}{c_{p,b}\rho _{u}^{2}\nu _{O_{2}}W_{O_{2}}^{m+n-1}\beta ^{m+n+1}\mathrm {Le} _{O_{2}}^{-n}\mathrm {Le} _{F}^{-m}}}\right\}^{1/2}e^{-E_{a}/2RT_{b}}+O(\beta ^{-1}),}
där
{\displaystyle G(n,m,a)=\int _{0}^{\infty }y^{n}(y+a)^{m}\ dy} och {\displaystyle a=\beta (\phi -1)/\mathrm {Le} _{F}}.
Här är {\displaystyle \lambda } värmeledningsförmågan, {\displaystyle c_{p}} den specifika värmen vid konstant tryck och {\displaystyle \mathrm {Le} } är Lewis-talet. På liknande sätt kan man skriva formen {\displaystyle \phi <1} för magra blandningar. Detta resultat erhölls först av T. Mitani 1980. Andra ordningens korrigering av denna formel med mer komplicerade transportegenskaper härleddes av Forman A. Williams et al. på 1980-talet.
Variationer i lokal utbredningshastighet för en laminär låga uppstår på grund av vad som kallas flamsträckning. Flamsträckning kan uppstå på grund av spänningen av yttre flödeshastighetsfält eller lågans krökning. Skillnaden i fortplantningshastigheten från motsvarande laminära hastighet är en funktion av dessa effekter och kan skrivas som:
{\displaystyle U_{L}=S_{L}-S_{L}{\mathcal {M}}_{c}\delta _{L}\kappa +{\mathcal {M}}_{a}\delta _{L}\mathbf {n} \cdot \nabla \mathbf {n} \cdot \mathbf {n} }
var {\displaystyle \delta _{L}} är den laminära lågans tjocklek, {\displaystyle \kappa } är lågans krökning, {\displaystyle \mathbf {n} } är enheten normal på flamytan och pekar mot den oförbrända gassidan, {\displaystyle \mathbf {v} } är flödeshastigheten och {\displaystyle {\mathcal {M}}_{c}\ \&\ {\mathcal {M}}_{a}} är respektive Marksteintal för krökning och töjning.

### Turbulent
I praktiska scenarier är turbulens oundviklig, och under måttliga förhållanden underlättar turbulens den förblandade förbränningsprocessen eftersom den förbättrar blandningsprocessen av bränsle och oxidationsmedel. Om den förblandade laddningen av gaser inte är homogent blandad kan variationerna i ekvivalensförhållandet påverka flammans utbredningshastighet. I vissa fall är detta önskvärt, som vid stratifierad förbränning av blandade bränslen.
En turbulent förblandad låga kan antas fortplanta sig som en yta som består av en sammansättning av laminära lågor, så länge som processerna som bestämmer flammans inre struktur inte påverkas. Under sådana förhållanden är lågans yta skrynklig på grund av turbulent rörelse i de förblandade gaser som ökar lågans yta. Skrynklingsprocessen ökar brinnhastigheten hos den turbulenta förblandade lågan, jämfört med dess laminära motsvarighet.
Utbredningen av en sådan förblandad låga kan analyseras med hjälp av fältekvationen som kallas G-ekvation för en skalär {\displaystyle G}som:
{\displaystyle {\frac {\partial G}{\partial t}}+\mathbf {v} \cdot \nabla G=U_{L}|\nabla G|},
som definieras så att nivåuppsättningarna av G representerar de olika gränssnitten inom den förblandade lågan som fortplantar sig med en lokal hastighet {\displaystyle U_{L}}. Detta är emellertid vanligtvis inte fallet eftersom utbredningshastigheten för gränsytan (med hänsyn till oförbränd blandning) varierar från punkt till punkt, på grund av den aerodynamiska sträckningen som induceras på grund av gradienter i hastighetsfältet.
Under kontrasterande förhållanden kan emellertid den inre strukturen hos den förblandade lågan vara helt avbruten, vilket gör att lågan släcks antingen lokalt (känd som lokal utsläckning) eller globalt (känd som global utsläckning eller avblåsning). Sådana motstridiga fall styr driften av praktiska förbränningsanordningar såsom gnisttändningsmotorer såväl som flygmotorers efterbrännare. Förutsägelsen om i vilken utsträckning lågans inre struktur påverkas i turbulent flöde är ett ämne för omfattande forskning.

## Förblandad flamkonfiguration
Flödeskonfigurationen för förblandade gaser påverkar stabiliserings- och förbränningsegenskaperna hos följande tre typer av lågor:

### Bunsenlåga
I en bunsenlåga tillhandahålls en jämn flödeshastighet som matchar flamhastigheten för att stabilisera flamman. Om flödet är under flamhastigheten kommer flamman att röra sig uppströms tills bränslet är förbrukat eller tills den möter en flamhållare. Om flödet är lika med flamhastigheten skulle man förvänta sig en stationär platt flamfront vinkelrätt mot flödesriktningen. Om flödet är över flamhastigheten kommer flamfronten att bli konisk, så att komponenten av hastighetsvektorn vinkelrät mot flamfronten är lika med flamhastigheten.

### Stagnationslåga
Här strömmar de förblandade gaserna på ett sådant sätt att de bildar ett område med stagnation (nollhastighet) där lågan kan stabiliseras.

### Sfärisk låga
I denna konfiguration initieras lågan typiskt genom en gnista i en homogen förblandning. Den efterföljande utbredningen av den utvecklade förblandade lågan sker som en sfärisk front tills blandningen helt omvandlas eller förbränningskärlets väggar nås.

## Användning
Eftersom ekvivalensförhållandet för de förblandade gaserna kan kontrolleras, erbjuder förblandad förbränning ett sätt att uppnå låga temperaturer och därigenom minska NOx-emissioner. På grund av förbättrad blandning i jämförelse med diffusionsflammor, mildras sotbildningen också. Förblandad förbränning har därför fått betydelse på senare år. Användningsområdena omfattar magra-förblandade-prevaporiserade (LPP) gasturbiner och gnisttändningsmotorer.